# Aizy-Jouy
Aizy-Jouy – miejscowość i gmina we Francji, w regionie Hauts-de-France, w departamencie Aisne.
Według danych na styczeń 2014 roku gminę zamieszkiwało 309 osób, a gęstość zaludnienia wynosiła 21,1 osoby/km².